# Hernando de Magallanes (estación)
Hernando de Magallanes es una estación ferroviaria que forma parte de la red del Metro de Santiago de Chile. Se encuentra subterránea, entre las estaciones Manquehue y Los Dominicos. Fue entregada para su uso al público el 7 de enero de 2010.

## Entorno y características
Originalmente denominada «Tomás Moro» en los planes de construcción, tiene una superficie de 3.700 m². En su entorno se ubican diversos comercios y centros educacionales como los colegios Seminario Pontificio Menor y Monjas Inglesas, el campus oriente de la Universidad Mayor y la sede Apoquindo del Instituto Profesional Inacap. En 2017, la estación tuvo una afluencia diaria promedio de 12 381 pasajeros.

### Accesos
| Acceso | Intersección                             |
| ------ | ---------------------------------------- |
| A      | Av. Apoquindo con Hernando de Magallanes |

## MetroArte
Hernando de Magallanes cuenta con uno de los dioramas realizados por Zerreitug para MetroArte en su interior.
Esta obra, también llamada Hernando de Magallanes, escenifica el paso del explorador junto con su tripulación a través del Estrecho de Magallanes, mientras dicho explorador (y posteriormente Juan Sebastián Elcano por su propia cuenta) realizaba una expedición que terminó siendo la primera circunnavegación realizada alrededor del planeta.

## Origen etimológico
La estación recibe su nombre de una calle cercana, pues su única salida de acceso se ubica en la Plaza Monseñor Larraín, emplazada en Avenida Apoquindo y su intersección con avenida Hernando de Magallanes, en la comuna de Las Condes.

## Galería

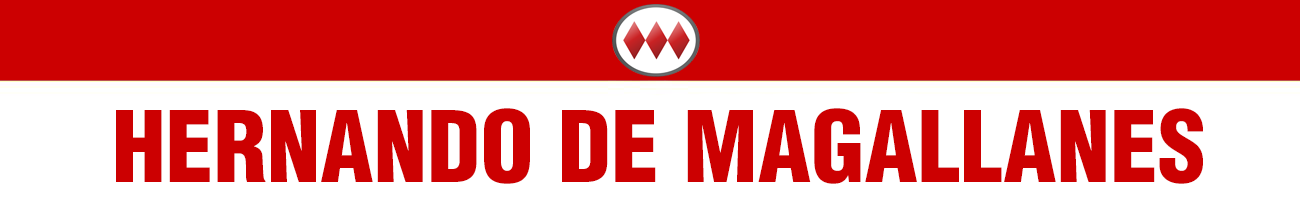
Cenefa utilizada actualmente en los andenes.
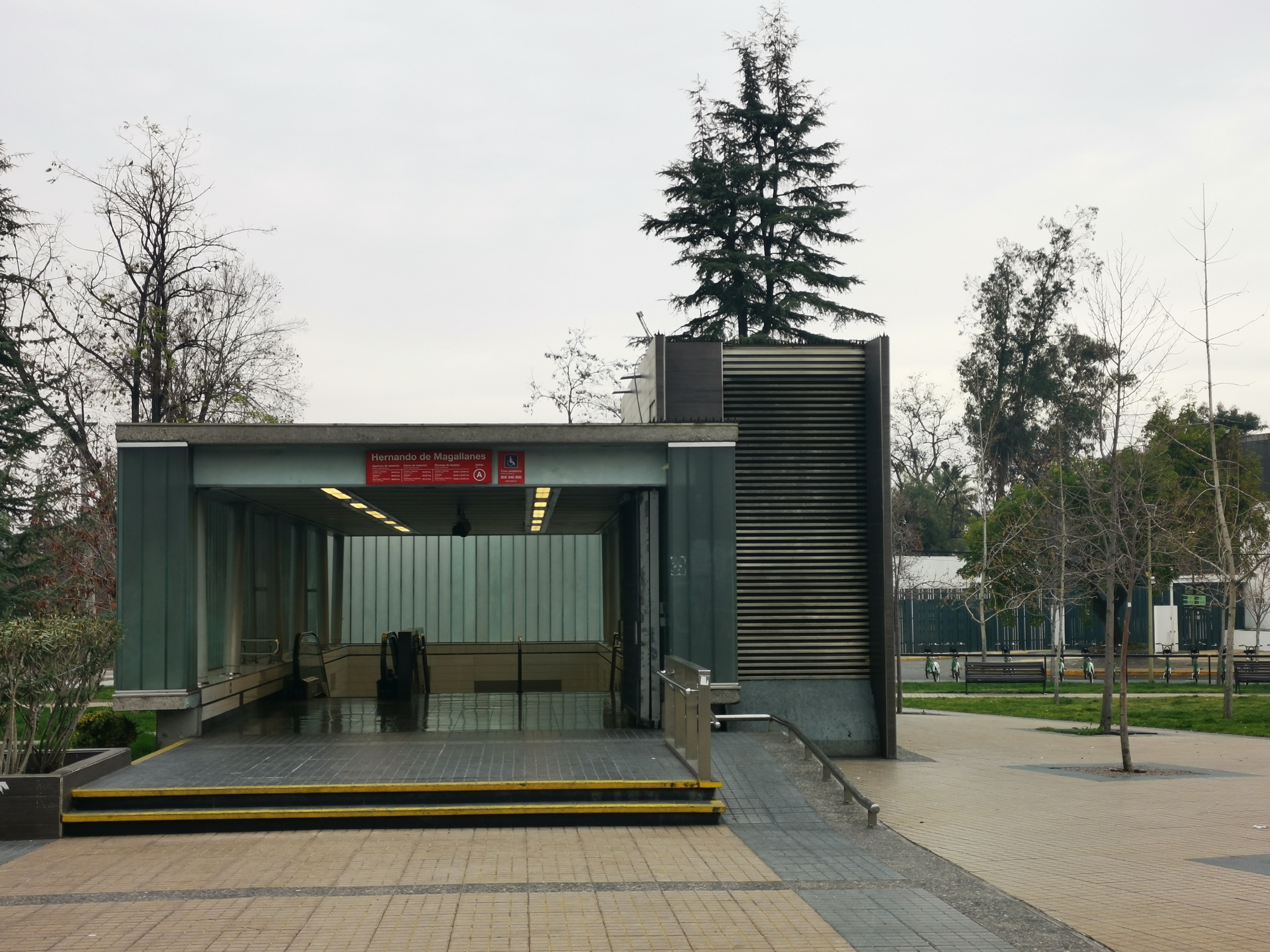
Entrada a la estación.
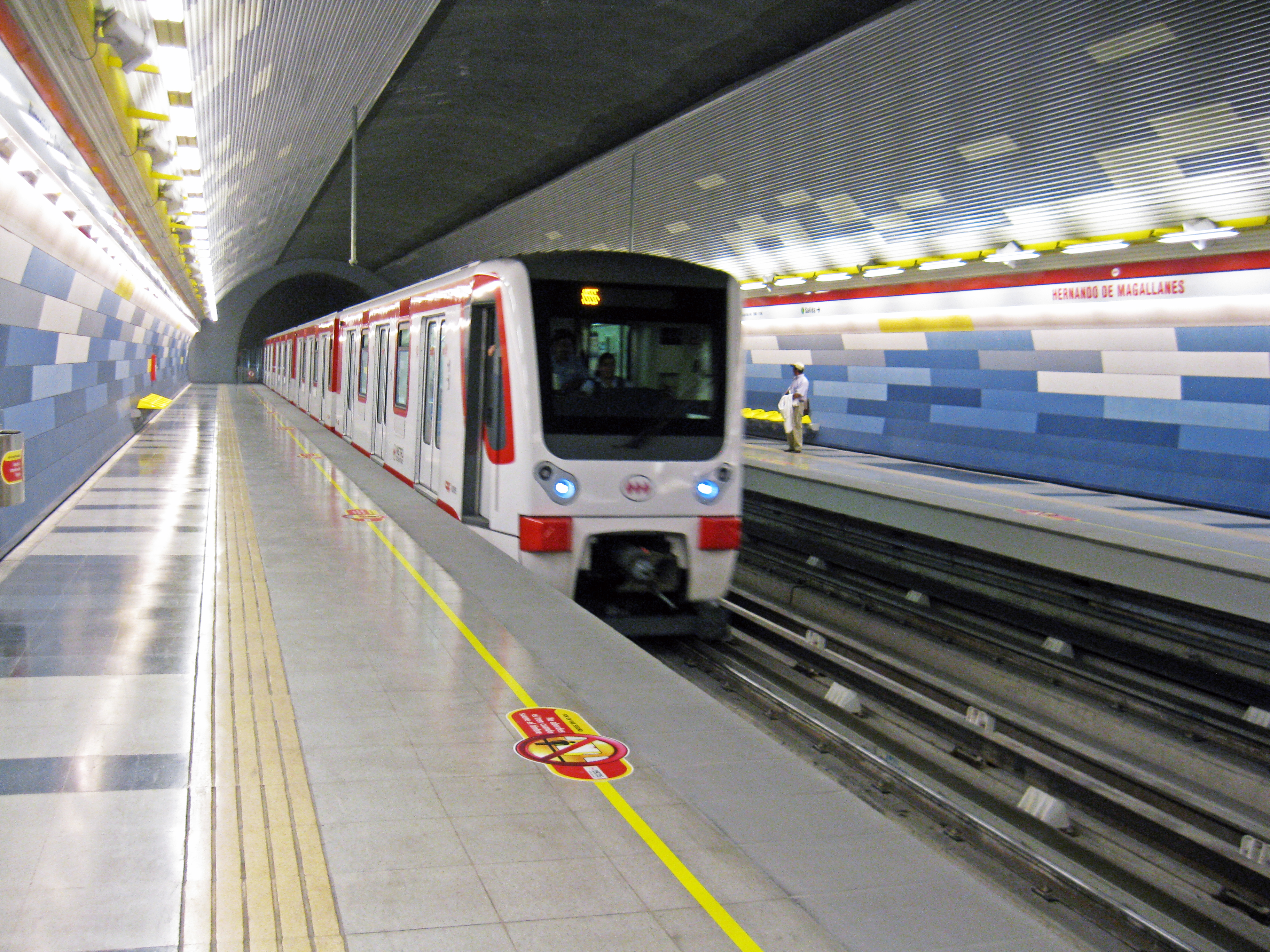
Tren CAF NS 2007 en la estación.

## Conexión con Red Metropolitana de Movilidad
La estación posee 2 paraderos de la Red Metropolitana de Movilidad en sus alrededores, los cuales corresponden a:
| Paradero/ Código                              | Recorridos |
| --------------------------------------------- | --- |
| Parada / Metro Hernando de Magallanes (PC167) | 401 (Las Condes) - 401c (Las Condes) - 407 (Las Condes) - 421 (San Carlos de Apoquindo) - C02 (San Carlos de Apoquindo) |
| Parada / Metro Hernando de Magallanes (PC175) | 401 (Maipú) - 401c (Metro Escuela Militar) - 407 (Enea) - 421 (Maipú) - C02 (Metro Escuela Militar)                     |